# Elizabeth Danielyan
Elizabeth Danielyan (armensk : Էլիզաբեթ Դանիելյան, født 7. marts 2003) er bedre kendt som blot Betty (armensk : Բեթթի), er en armensk barnesanger. Hun vil repræsentere Armenien i Junior Eurovision Song Contest 2014 i Malta med sin sang "People of the Sun".